# Dolmen des Aguals
Le dolmen des Aguals est un dolmen qui a été édifié sur la ligne de crête qui surplombe une grande doline, la Combe de l'Ours (commune de Montbrun dans le département du Lot). De fait, il se situe exactement à cheval sur la limite administrative qui sépare cette commune de celle de Gréalou, limite cadastrale à laquelle il a vraisemblablement servi de repère.
En raison de cette localisation, il est parfois aussi appelé Dolmen de la Combe de l'Ours, ce qui peut prêter à confusion avec deux autres dolmens qui portent également ce nom (Dolmens de la Combe de l'Ours), distants de plusieurs centaines de mètres et intégralement situés sur la commune de Montbrun.
Le site a été fouillé par Jean-Pierre Lagasquie au début des années 2000. D'une taille importante comparée aux autres édifices lotois, cet édifice constitue une synthèse étonnante : « il possède le classique cairn central quercynois, un cercle interne de pierres dressées et une orientation au soleil levant qui témoignent vraisemblablement d'une influence atlantique ».
Ce dolmen a bénéficié d'« une continuité remarquable d'utilisation funéraire du site ». Il a fait l'objet d'une inscription aux monuments historiques par arrêté du 19 octobre 2001, modifiée par arrêté du 7 janvier 2002.

## Architecture de l'édifice

### Le tumulus
Le tumulus est de grande taille avec un diamètre moyen de 29 m pour une hauteur maximale de 3,80 m, soit un volume évalué à 800 m3. Le cairn qui entoure la chambre se prolonge à l'arrière de celle-ci sur une pente de 18 m qui pourrait correspondre à une rampe d'installation de la table. La fouille a permis de révéler une architecture interne complexe comportant deux structures circulaires concentriques qui enserrent la chambre proprement dite.
Le premier cercle est situé à une distance comprise entre 6 m (à l'entrée) et 3 m (à l'arrière) de la chambre. Il est constitué de petites dalles, de faible épaisseur mais très homogènes, dressées verticalement à l'origine comme l'indique le calage retrouvé à leur base. « L'analyse réalisée [...] montre que les dalles proviennent d'un niveau géologique situé plus bas, vers la vallée du Lot. ». Cette structure n'était en elle-même pas suffisamment résistante pour contrer la poussée interne du cairn, les dalles se sont peu à peu inclinées vers l'extérieur ce qui indique qu'elles bénéficiaient d'un espace initial dégagé. Ce premier cercle correspond donc vraisemblablement au pourtour d'un premier tumulus, dont les dalles verticales constituaient le parement extérieur. «La structure circulaire interne de dalles dressées a des analogies sur certains sites fouillés, notamment en Bretagne. Ce type de construction semble exister principalement du Néolithique final à l'Âge du Bronze ».
Dans un second temps, des matériaux plus hétérogènes (blocs, dalles, terre argileuse) et sans ordre particulier, provenant d'un ramassage sur place ou à proximité, sont accumulés en remblai pour renforcer ce premier cercle. « On érige en même temps dans la masse du tertre une couronne de dalles dressées probablement avec un espace dégagé à l'arrière, comme une sorte de déambulatoire ».
Un deuxième cercle est venu ceinturer ce remblai et délimiter le nouveau pourtour extérieur du tumulus sur une hauteur moyenne actuelle de 0,40 m. Il est constitué de grandes dalles empilées à plat de manière particulièrement soignée. Sa forme circulaire est très régulière, quasiment parfaite. « L'ensemble est recouvert d'une chape de terre argileuse à petits galets de quartz d'une dizaine de centimètres d’épaisseur» provenant de la doline voisine ce qui contribue à masquer toutes les structures internes précédentes.
Puis, l’érosion du tumulus ou un deuxième remblaiement volontaire mais sans cette couche de finition en galets est venu recouvrir le parement externe contribue à confondre le pourtour du cairn avec le terrain environnant.

### La chambre sépulcrale
Les fractures du lapiaz sous-jacent ont été utilisées pour caler la base des orthostates. Le positionnement de la base de la dalle de chevet 0,25 m plus haut que celle de l'orthostate gauche peut laisser supposer qu'il y aurait eu initialement un dallage qui aurait été entièrement détruit par la suite.
| Dalle                                                   | Longueur | Épaisseur | Largeur |
| ------------------------------------------------------- | -------- | --------- | ------- |
| Table                                                   | 5 m      | 0,90 m    | 2,60 m  |
| Orthostate droit                                        | 3 m      | 0,40 m    | 1,10 m  |
| Orthostate gauche                                       | 3,20 m   | 0,25 m    | 1,20 m  |
| Chevet                                                  | 1,15 m   | 0,10 m    | 0,90 m  |
| Données : Inventaire des mégalithes de la France, 5-Lot |          |           |         |

Les deux orthostates et la dalle de chevet en calcaire ont été retaillées probablement à l'aide d'un percuteur en micro-granite qui a été retrouvé devant l'entrée du dolmen et dont deux éclats ont aussi été découvert dans la chambre même. Cette retaille a permis d'assurer l'horizontalité de la table de couverture et un parfait ajustement de la dalle de chevet avec les deux orthostates. Cette recherche d'esthétisme dans la construction doit être soulignée.
Au solstice d'hiver, le soleil se lève exactement dans l'axe de la chambre qui est orientée selon l'azimut 130°.

## Réutilisations tardives
Un sondage effectué devant l'entrée de la chambre au sud-est a révélé l'existence d'une « zone perturbée » correspondant à une excavation pratiquée ultérieurement dans le tumulus préexistant. Elle a été comblée par un amoncellement de terre et de débris rocheux auxquels étaient mélangés des vestiges d'ossements humains et du mobilier funéraire.
Dans le quart est du tumulus, un coffre funéraire  (0,50 m de long, 0,40 m de large, profondeur 0,30 m) a été retrouvé dans l'enceinte du premier cercle. Constitué de petites dalles calcaires, il renfermait une urne funéraire brisée contenant des fragments osseux résultant d'une crémation et un fragment de fer trop petit pour être identifiable. Une deuxième sépulture avec urne a été mise au jour dans le quart sud du tumulus, presque dans l'axe de la chambre, à une profondeur de 0,80 m. L'urne était placée sous une grande dalle plate de couverture. Cette sépulture comprenait des fragments osseux brûlés et quatre morceaux d'un bracelet en bronze, l'ensemble a été identifié comme la sépulture d'un nouveau-né.

## Vestiges osseux et mobilier archéologique
Le caveau, d'une largeur moyenne de 1,30 m, était comblé avant la fouille jusqu'à une cinquantaine de centimètres du plafond. Des ossements et du matériel funéraire ont été retrouvés dans la chambre elle-même, derrière la dalle de chevet, devant l'entrée du caveau et dans les deux sépultures externes. Les ossements humains identifiables se limitaient à 3 demi-mandibules et 161 dents.
Le mobilier funéraire était constitué :
- de perles : 44 perles annulaires en test de coquillage, 4 perles cylindriques en stéatite ou jayet, 2 boutons prismatiques à perforation de type "V-Bouton", 1 perle tubulaire en os
- d'objets en silex : 7 pointes de flèches à pédoncule et ailerons, 19 éclats divers, 1 grattoir et 1 racloir ovales
- d'objets en pierre : 1 percuteur, 1 meule quadrangulaire, 1 polissoir, 1 lissoir à poterie
- d'objets en fer : 2 fragments de bronze indéterminés, 5 clous en fer, 2 fragments de ressort, 1 fine plaque en fer, 1 pointe de flèche en bronze, 4 fragments d'un bracelet en bronze, 1 fragment d'anneau en bonze, 1 lame de poignard en cuivre

Hors sépultures externes, la présence de vestiges osseux et de mobilier funéraire en dehors de la chambre correspond à un vidage de celle-ci résultant soit d'une réutilisation soit d'un pillage. Le poignard en cuivre se distingue par une forme très caractéristique qui « l'apparente aux poignards languedociens de type Fontbouisse mais il pourrait aussi appartenir à la civilisation campaniforme [...] Un exemplaire similaire est exposé au Musée archéologique de Millau ». Le mobilier ancien (boutons prismatiques, pointes de flèches en silex, poignard en cuivre) ainsi que les tessons de céramique retrouvés à l'intérieur de la chambre peuvent-être datés du Chalcolithique tandis que la «poterie noire, bien cuite et bien lustrée, avec des décors de cannelures, avec des rebords fins et des lèvres en biseau/arrondies » et les objets en fer s'échelonnent entre le Bronze moyen et le Bronze final/Ier Âge du Fer.